# Club Sport Emelec
El Club Sport Emelec és un club esportiu, destacat en futbol, equatorià de la ciutat de Guayaquil.

## Història
El CS Emelec fou fundat el 28 d'abril de 1928 per empleats de l'Empresa Eléctrica del Ecuador, de la qual n'heretà el nom: EMpresa ELéctrica del ECuador. En fou l'impulsor, el nord-americà George Capwell i el club practicà el beisbol i la boxa en els seus inicis. El club inicià la pràctica del futbol el 1947, coincidint amb la celebració de la Copa Amèrica a l'Equador.
El 1948, amb motiu del Torneo del Pacífico, s'enfrontà per primer cop en partit oficial al Barcelona SC. En aquells moment l'Emelec estava associat a l'opulència del nou estadi Capwell i rebia el nom dels milionaris, mentre que el Barcelona estava associat a les classes més pobres. Ambdós clubs provenien del barri d'Astillero i els enfrontaments entre ambdós van rebre el sobrenom de Clásico del Astillero.
Emelec fou el primer campió equatorià l'any 1957, amb un "dream team" que incloïa jugadors com Yu Lee, José Balseca, Cruz Ávila, Mariano Larraz, Carlos Raffo, Jaime Ubilla, Daniel Pinto, Rómulo Gómez i Suárez-Rizzo. Fins al 2006 el club ha guanyat deu títols de lliga els anys 1957, 1961, 1965, 1972, 1979, 1988, 1993, 1994, 2001 i 2002. Internacionalment les seves millors participacions han estat el 1995 quan fou semifinalista de la Copa Libertadores i el 2001, quan arribà a la final de la Copa Merconorte.

## Palmarès
- Lliga equatoriana de futbol:[1]
  - 1957, 1961, 1965, 1972, 1979, 1988, 1993, 1994, 2001, 2002, 2013, 2014, 2015, 2017
- Campionat Amateurs:[2]
  - 1945, 1948
- Campionat de Guayas:[3]
  - 1956, 1957, 1962, 1964, 1966

## Jugadors destacats
- Cipriano Yu - Lee
- José Balseca
- Félix Lasso
- Luis Capurro
- Jesús Cárdenas
- Eduardo dos Santos
- Ariel Graziani
- Rubén Beninca
- Jorge Bolaños Carrasco
- Iván Hurtado
- Carlos Torres Garcés
- Iván Kaviedes
- Holger Quinónez
- Carlos Alberto Juárez
- Kléber Fajardo
- Carlos Alberto Raffo
- Enrique Raymondi
- Otilino Tenorio
- Enrique Verduga
- Jose Federico Minda
- Ivo Ron
- Ángel Fernández
- Raul Aviles
- Xavier Baldriz
- Lupo Quinonez
- Alexi Lalas
- Joe-Max Moore
- Marcelo Elizaga
- Alejandro Kenig
- Marco Etcheverry
- Marcos Mondaini
- Luis Escalada
- Horacio Miori
- Juan Carlos De Lima
- Marcelo Morales
- Miguel Falero
- Eduardo Hurtado
- Roberto Oste
- Moisés Candelario
- Augusto Poroso

## Altres seccions
Emelec és probablement el millor club poliesportiu de l'Equador. El club ha guanyat gran quantitat de campionats en altres disciplines esportives entre les que es poden esmentar:
- 33 campionats nacionals consecutius de boxa.
- 13 campionats nacionals de beisbol.
- 11 campionats nacionals masculins de basquetbol.
- 18 campionats nacionals femenins de basquetbol.
- 7 campionats nacionals de ciclisme.
- 5 campionats nacionals de tae kwon do.
- 5 campionats nacionals de judo.
- 1 campionat mundial d'aixecament de pes, per Johnny Constante.